# Berdechów (Bobowa)
Berdechów (dawn. Berdechów ad Bobowa, Berdechów koło Bobowej) – część miasta Bobowa w Polsce, położona w województwie małopolskim, w powiecie gorlickim, w gminie Bobowa.
Do 31.12.2008 samodzielna wieś. Z dniem 1.01.2009 roku włączona do miasta Bobowa.

## Historia
Dawniej samodzielna wieś i gmina jednostkowa w powiecie grybowskim (okręg sądowy Ciężkowice). W II RP w województwie krakowskim, początkowo w powiecie grybowskim, a od 1 kwietnia 1932 w powiecie gorlickim. 
1 sierpnia 1934 gminę Berdechów ad Bobowa zniesiono, włączając ją do nowo utworzonej zbiorowej gminy Bobowa. 
W latach 1975–1998 miejscowość administracyjnie należała do województwa nowosądeckiego.